# شرلی تیلمن
شرلی تیقمن (انگلیسی: Shirley M. Tilghman؛ زادهٔ ۱۷ سپتامبر ۱۹۴۶) یک سیاست‌مدار اهل کانادا است.